# K.u.k. Feldjägerbataillon Nr. 9

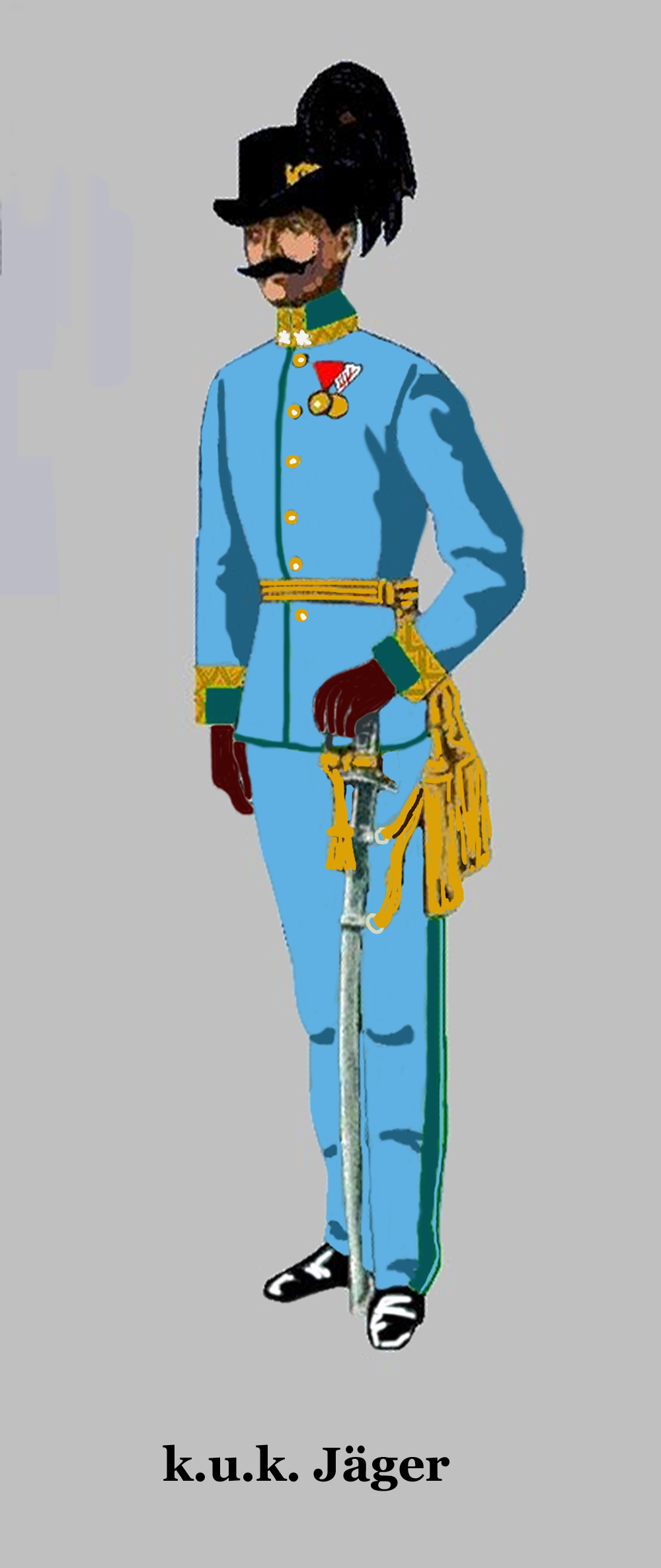
Major in Paradeadjustierung

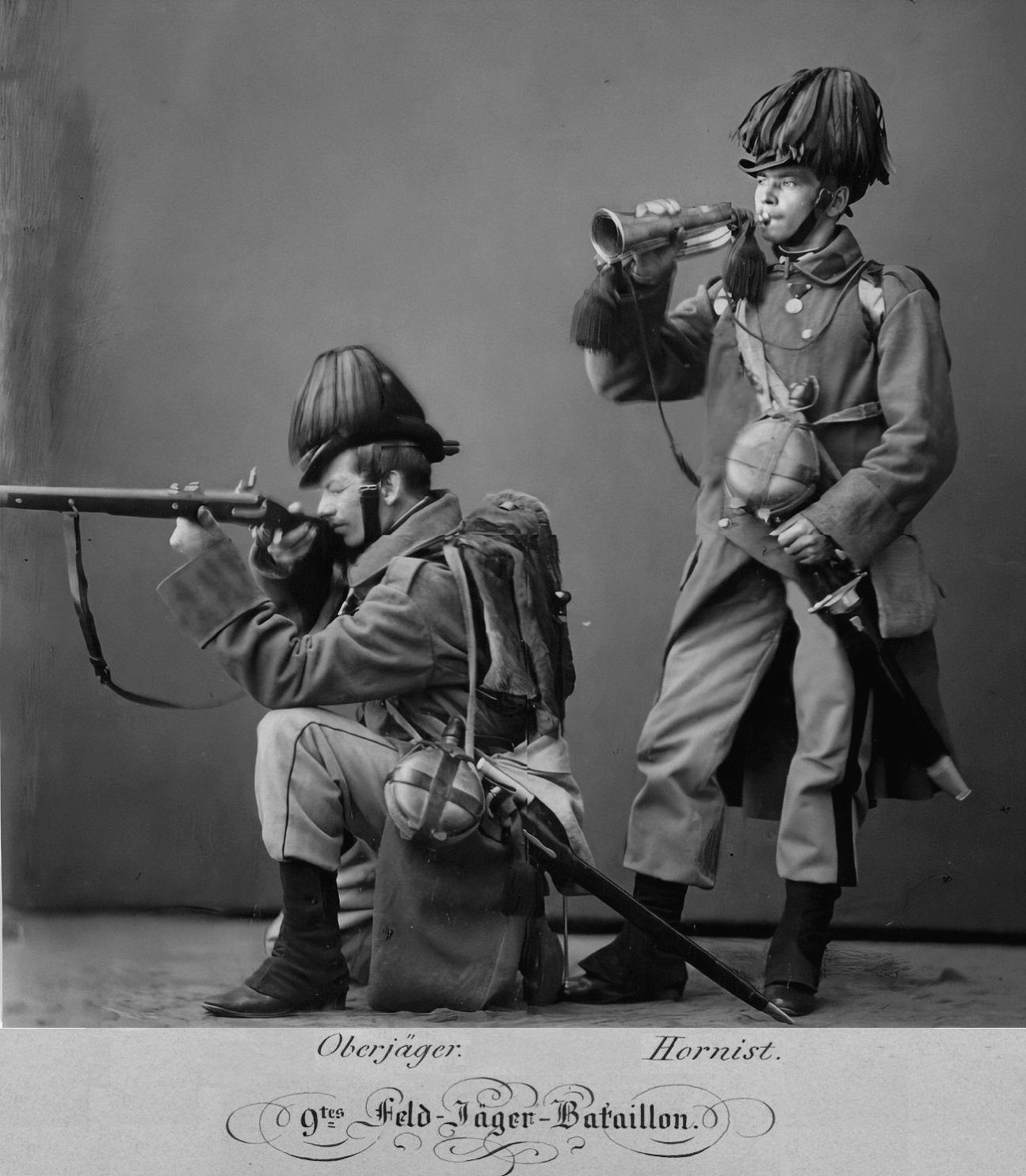
Oberjäger und Hornist, 1865

Das Steirische Feldjägerbataillon Nr. 9 war ein Infanterieverband der Gemeinsamen Armee innerhalb der Österreichisch-Ungarischen Landstreitkräfte, der im Mobilmachungsfall zur Regimentsstärke aufwuchs.
Es gehörte zur Feldjägertruppe.

## Status und Verbandszugehörigkeit 1914

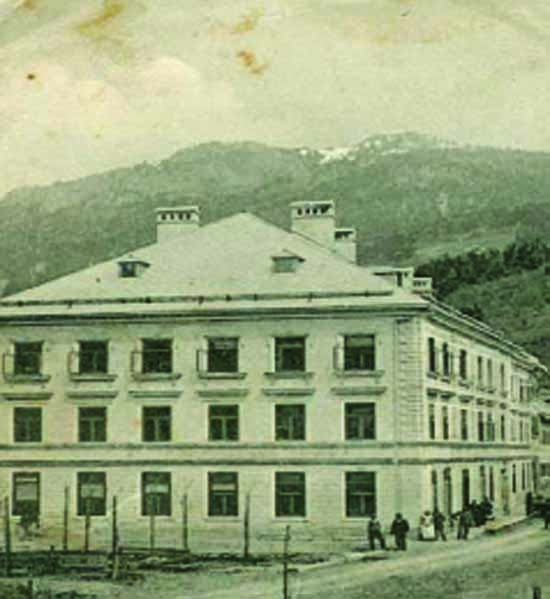
Kaserne des Bataillons (Rizzikaserne) in Kötschach

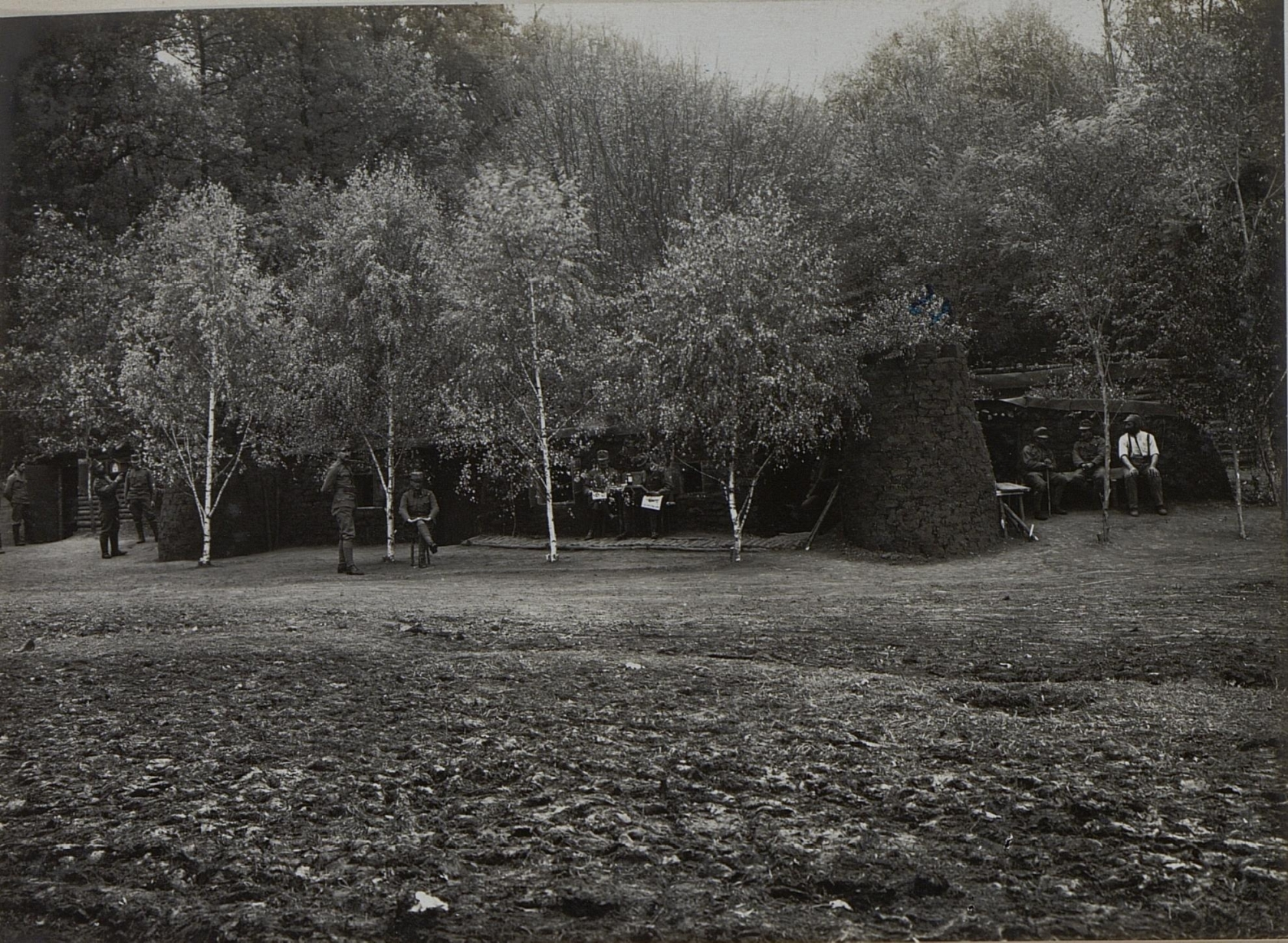
Bataillonskommando etwa 1916

- III. Korps – 6. Infanterie-Truppendivision – 12. Infanteriebrigade
- Nationalitäten: 96 % Deutsche – 4 % Sonstige
- Kommandant: Oberstleutnant Hugo Schotsch
- Bataillonssprache: Deutsch

## Errichtung
Am 1. September 1808 wurde aus der 9. Division des Jägerregiments „Marquis Chasteler Nr. 64“ die Feldjägerdivision Nr. 9 aufgestellt. Am 1. Dezember des Jahres wurde der Verband auf sechs Feldkompanien und eine Depotkompanie aufgestockt und von da an als Feldjäger-Bataillon Nr. 9 bezeichnet.
Nach dem Feldzug von 1809 wurden ihm die Jägerabteilungen des aufgelösten „Freikorps Corneville“ angegliedert.
Von 1810 bis 1812 lautete die Bezeichnung wieder Jägerdivision, es wurde allerdings 1813 endgültig in Bataillon umbenannt.
1880 wurde die Reservekompanie zur Personalergänzung an das neu aufgestellte 10. Feldbataillon des Tiroler Jäger-Regiments abgegeben.

## Ergänzungsbezirke
- Der Verband ergänzte sich seit seiner Errichtung stets aus Innerösterreich, seit 1853 ausschließlich aus der Steiermark.
- Seit 1889 aus dem Bereiche des III. Korps.

Stationen der Depot(Ersatz)abteilung waren:
- 1809 St. Veit a.d. Glan
- 1813 Stainz
- 1830 Bis 1836 Pettau
- 1848 Pettau
- 1860 Leoben
- 1865 Graz
- 1880 Bruck a.d. Mur
- 1882 Wieder Graz
- 1914 Graz (Ersatzkompaniekader Eggenbergerstrasse 8 – Bahnhofkaserne)

## Friedensgarnisonen
| I. | II. | III. |
| --- | --- | --- |
| - 1808 St. Veit an der Glan - 1809 Villach - 1810 Cilli - 1814 Treviso - 1815 Görz - 1816 Fiume - 1817 Capo d’Istria und Rovigno - 1824 Pettau - 1831 Vicenza - 1834 Piacenza - 1835 Bologna - 1838 Ferrara - 1840 Cattaro | - 1842 Spalato, dann Cilli - 1843 Capo d’Istria-Dignano - 1849 Florenz - 1850 Livorno - 1851 Florenz - 1852 Forlì-Perugia - 1854 Bologna - 1859 Adria - 1860 Roale - 1861 Adria - 1862 Dolo, dann Graz - 1863 Kaiser-Ebersdorf - 1864 Wien | - 1866 Sillein - 1867 Ungarisch-Skalitz - 1869 Marburg - 1870 Buda - 1871 Spalato - 1872 Bruck an der Mur - 1877 Judenburg - 1878 Klagenfurt - 1879 Judenburg und Graz - 1880 Bruck an der Mur - 1882 Judenburg, 1888 Graz - 1891 Graz, 1892 Bruck a.d. Mur - 1895 Villach - 1914 Kötschach |

## Gefechtskalender

### Koalitionskriege

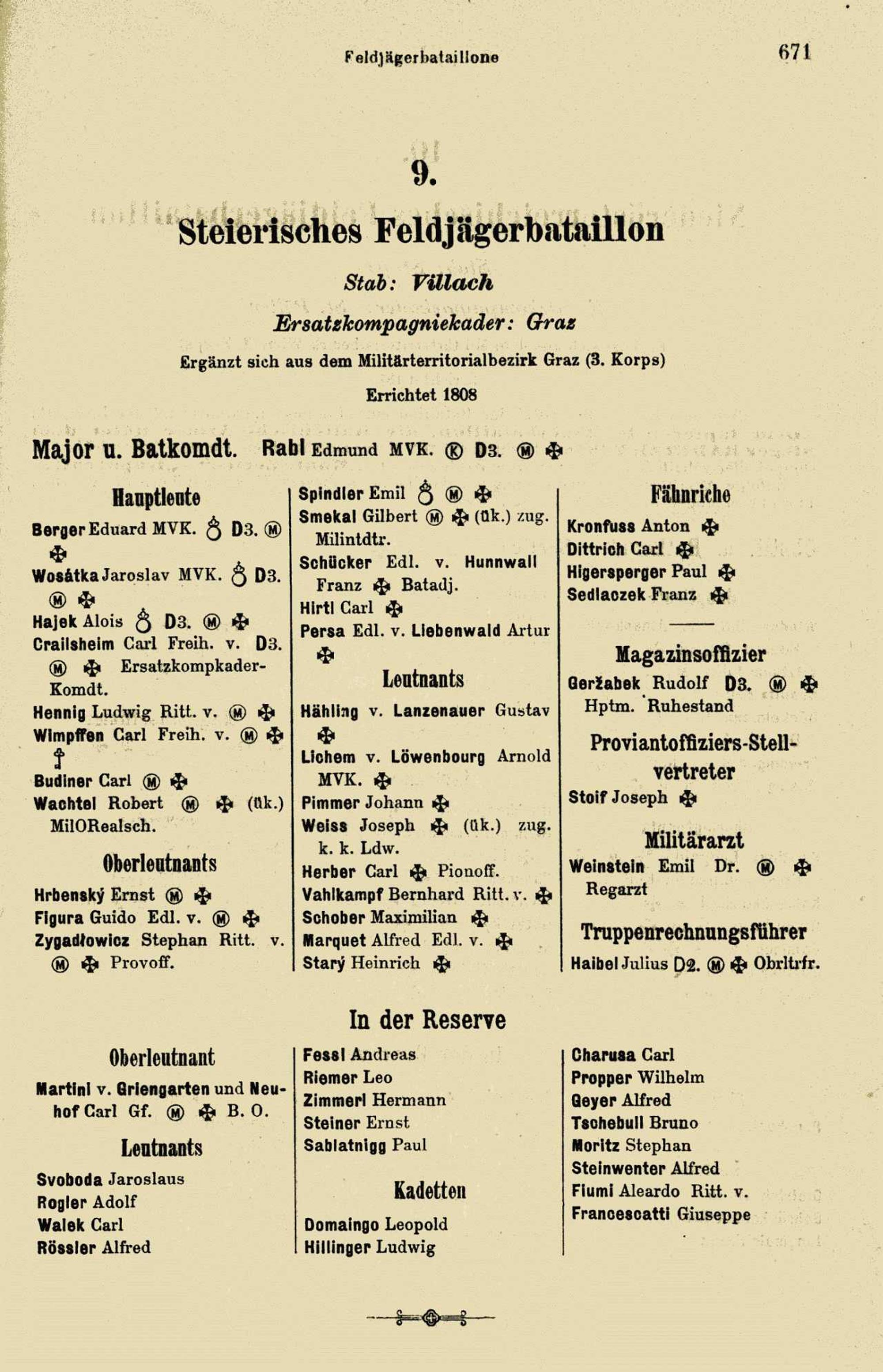
Offiziersstellen des Bataillon 1909

- 1809 Dem zur Verteidigung von Tirol bestimmten Korps von Feldmarschalleutnant Chasteler zugeteilt. Eine Vorhut mit einem Teil des Bataillons war an dem Gefechte an der Ladritscher Brücke beteiligt. Gefechte bei Bucco di Vela, Volano, Castelpietra und Pilcante. (Alle Orte liegen im heutigen Trentino) Vier Kompanien wurden dann nach Nordtirol kommandiert, wo eine halbe Kompanie an der Verteidigung des Strub-Passes eingesetzt war. Die 1. und 5. Kompanie wurden im Gefecht bei Wörgl zersprengt und größtenteils gefangen genommen. Der Rest des Verbandes kämpfte auf dem Rückzug durch Kärnten bei Sachsenburg; die 4. Kompanie wurde bei dem Versuch sich durch Bayern durchzuschlagen, bei Neumarkt in der Oberpfalz ebenfalls gefangen genommen.

Die anderen Kompanien kämpften in der Schlacht am Bergisel und wurden dann zum Entsatz von Trient beordert. Die Depotkompanie nahm an den Kämpfen bei Graz und an der Schlacht bei Raab teil.

### Befreiungskriege
- 1813 Verteidigte eine Kompanie unter Hauptmann Moll erfolgreich die Verschanzungen am Loiblpass. Zwei Tage später war das ganze Bataillon bei der Abwehr des Angriffes der Division Belloti beteiligt. Weiterhin kämpfte die Einheit in den Gefechten bei Krainburg, Windisch-Feistritz (Slovenska Bistrica), Hollenburg, Portis, Ospedaletto (Venetien), Susigana an der Piave und wurde dann zur Belagerung von Legnano detachiert.
- 1814 Wurde das Bataillon in der Schlacht am Mincio zersprengt und große Teile gefangen genommen.

### Herrschaft der Hundert Tage
- 1815 Kämpfe gegen die Truppen von Murat. Gefechte am Panaro, bei Carpi, San Felice und in der Schlacht bei Tolentino. Anschließend erfolgte die Verlegung nach Südfrankreich.

### Revolution von 1848/49 im Kaisertum Österreich
- 1848 Auf den Kriegsschauplatz nach Italien verlegt. Kämpfe bei Sorio, Pastrengo, Santa Lucia, Montanara, Vicenza und bei Sona. Teilnahme an der Schlacht bei Custozza, dem Nachtgefecht bei Volta Mantovana und dem Gefecht bei Vigentino nahe Mailand.
- 1849 Kämpfe in der Brigade Kolowrat mit besonderer Auszeichnung bei Mortara und Novara. Später wurde das Bataillon bei dem Feldzug in die Romagna eingesetzt und nahm am Gefecht und an der Einnahme von Livorno teil.

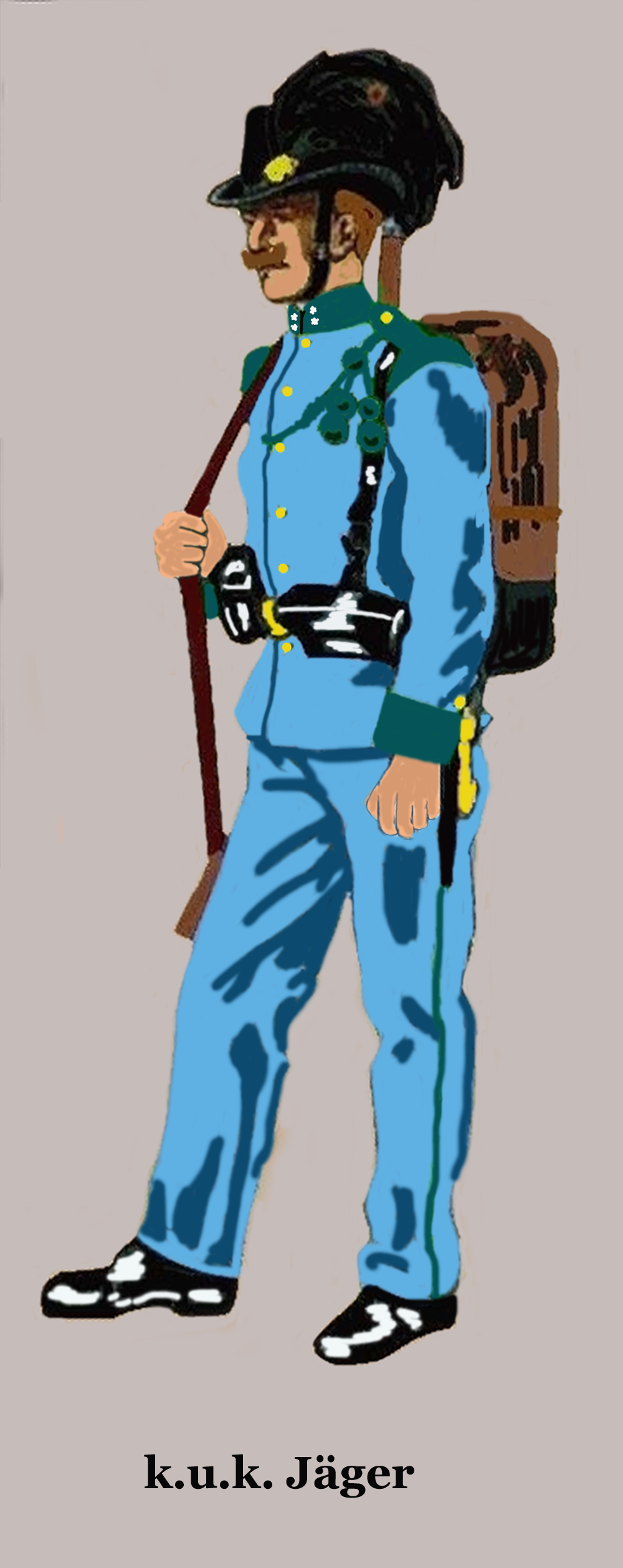
Unterjäger in Paradeadjustierung

### Sardinischer Krieg
- 1859 Im VIII. Armeekorps (Benedek) eingeteilt, kämpfte das Bataillon in der Schlacht bei Solferino.

### Deutsch-Dänischer Krieg
- 1864 In die Brigade Nostiz des Korps Gablenz eingeteilt, nahm der Verband an Gefechten bei Jagel und Ober-Selk, an der Schlacht bei Oeversee und schließlich an einem Gefecht bei Veile teil. Später wurden Abteilungen des Bataillons zur Besetzung der Nordseeinseln an der Westküste (Sylt, Föhr, Römö) eingesetzt.

### Deutscher Krieg
- 1866 Das Bataillon war dem (II. Korps, Thun) der Nordarmee zugeteilt und kämpfte in der Schlacht bei Königgrätz und dem Gefecht bei Blumenau

### Italienische Unabhängigkeitskriege
- 1866 Die 2. Depotkompanie war an der Schlacht bei Custozza im Verband des kombinierten 37. Feldjägerbataillon beteiligt.
- 1869 War das Bataillon an der Unterdrückung des Aufstandes in Süddalmatien und an der dritten Expedition in die Krivoscje beteiligt.

### Bosnische Annexionskrise
- 1878 Das Bataillon war der 6. Infanterie-Truppendivision zugeteilt und kämpfte im Gefecht bei Han Bjelalopac bei der Einnahme von Sarajevo und bei Mokro.

### Erster Weltkrieg
- 1914 Verlegung auf den nördlichen Kriegsschauplatz. Am 26. August 1914 erstes Gefecht bei Gologory. Teilnahme an der Schlacht bei Rawaruska (Schlacht bei Lemberg). Entlastungsoffensive anlässlich der Belagerung von Przemyśl mit einem Einzelgefecht bei Blozewyrn.

Während der Schlacht in den Karpaten führte das Bataillon Abwehrkämpfe am Duklapass. Bei der späteren Offensive überschritten die Jäger im Verband der 6. Infanterie-Truppendivision unter Feldmarschallleutnant Fürst Schönburg den Karpatenkamm über den Tartaren- und Pantyrpass und drangen bis gegen Nadworna-Stanislau vor
- 1915 Während der Maioffensive Kämpfe in Ostgalizien. Später war die Einheit an den Kämpfen bei Dobronoutz und am Dnjestr bei Doroschoutz beteiligt. Im September Kämpfe bei Sinkow.

Bei Ausbruch des Krieges mit Italien wurde die 10. Marschkompanie zum Schutz der Grenze auf den Mittagskofel verlegt. Die Stammeinheit kämpfte in der Vierten Isonzoschlacht an der Wippachmündung und dann auf dem Monte San Michele.
- 1916 Verlegung nach Südtirol. Teilnahme an der Frühjahrsoffensive mit einem Angriff auf den Monte Sisemol. Nach der Schlacht bei Asiago wurde das Bataillon wieder an die Isonzofront verlegt, wo es an den Abwehrkämpfen der Siebten Isonzoschlacht und der Achten Isonzoschlacht in der Stellung bei Oppachiasella eingesetzt war.
- 1917 Teilnahme an der Elften Isonzoschlacht mit erfolgreicher Verteidigung des Monte San Gabriele.

Die 10. Marschkompanie kämpfte bis zur Zwölften Isonzoschlacht auf dem Karnischen Kamm. Während dieser Schlacht drang das Bataillon bis zur Piave vor.
- 1918 Verlegung an die Hochgebirgsfront am Monte Adamello. Das Bataillon war Abteilungsweise vom Carè Alto über die Cima Presena bis zur Busazza in den Abwehrkämpfen eingesetzt.

Noch vor dem Inkrafttreten des Waffenstillstandes zwischen Italien und Österreich-Ungarn am 4. November um 15:00 Uhr (Das k.u.k. Armeeoberkommando in Baden bei Wien hatte aus bis heute ungeklärten Gründen die Einstellung der Kampfhandlungen bereits für die Nacht vom 2. auf den 3. November befohlen) stiegen die Reste des Bataillons in das Val di Genova ab, um über Carisolo und das Val Brenta in die Heimat zurückzukehren.
Dabei wurden die über die Lage falsch informierten und daher völlig überraschten Jäger von langsam nachrückenden italienischen Verbänden in Madonna di Campiglio ohne Gegenwehr entwaffnet und gefangen genommen.

## Adjustierung
Die Adjustierung der Jäger bestand im Frieden aus einer hechtgrauen Montur mit grasgrüner Egalisierung. dazu wurde ein schwarzer Jägerhut aus Filz mit einem schwarzen Hahnenfederbusch getragen.
- Siehe auch: k.u.k. Feldjäger

## Bataillonsmarsch
Bataillonsmarsch war der „Marsch der Neunerjäger“ von Rudolf Kummerer.